# Elchesheim-Illingen
Elchesheim-Illingen là một xã ở phía tây nam nước Đức, giữa Karlsruhe và Rastatt. Nơi đây nằm cách sông Rhine 5 km về phía tây.

## Thị trưởng
- 1971–1987: Klemens Wittmann
- 1987–2003: Kurt Hertbeck
- 2003–2011: Joachim Ertl
- Từ năm 2011: Rolf Spiegelhalder